# Paul Auster
Paul Benjamin Auster (Newark, Nova Jérsei, Estados Unidos, 3 de fevereiro de 1947 – Nova Iorque, 30 de abril de 2024) foi um escritor norte-americano autor de vários best-sellers como Timbuktu, O Livro das Ilusões, A Noite do Oráculo e A Música do Acaso.  
Auster morreu em 30 de abril de 2024, na sua casa em Brooklyn, Nova York, aos 77 anos, de complicações relacionadas a um câncer de pulmão.

## Biografia e carreira
Licenciou-se em 1970 na Universidade de Columbia e viveu durante quatro anos em França. A sua proximidade à literatura francesa haveria de marcá-lo para sempre. Foi confesso admirador de André Breton, Paul Éluard, Stéphane Mallarmé, Sartre e Blanchot, alguns dos quais traduziu para a língua inglesa. O seu gosto pela tradução é muitas vezes referido pelo próprio, que aconselha os jovens escritores a traduzir poesia para entenderem melhor o significado intrínseco das palavras. Além destes autores, Paul Auster refere ainda como suas influências Dostoiévski, Ernest Hemingway, F. Scott Fitzgerald, Faulkner, Kafka, Hölderlin, Samuel Beckett e Marcel Proust. 
Em 1998, realizaria o seu primeiro filme, "Lulu on the Bridge". Nos seus livros é evidente a influênciacinematográfica norte-americana e as suas histórias desenrolam-se numa sucessão que fazem lembrar um thriller, usando igualmente o método da "caixa chinesa", sucessão de histórias no interior umas das outras. A sua obra parece ser mais apreciada na Europa do que no seu país natal. Auster teve dois filhos: Daniel (filho do primeiro casamento com a também escritora e tradutora norte-americana Lydia Davis, entre 1974 e 1978) e Sophie Auster (n. 1987), cantora e atriz de cinema, de sua viúva Siri Hustvedt, scritora e crítica de arte).
Boa parte da sua história é contada por ele como se fosse uma autobiografia. "Da Mão para a Boca" reúne relatos de sua vida, um jogo criado pelo escritor chamado action baseball, e mais três peças, consideradas por ele mesmo como "fracas". Contudo, em 1981 assina o seu primeiro contrato com uma editora em início de laboração para publicação do seu manuscrito Squeeze Play, sob o pseudónimo de Paul Benjamin, que apenas o publica em edição brochada em 1982, no momento em que aquela já se encontrava em processo de falência. O livro foi apenas distribuído por duas livrarias de Nova Iorque e poucos exemplares foram vendidos. Em 1984, a editora Avon Books (hoje propriedade da HarperCollins Publishers) publica finalmente o referido romance policial.
A sua obra de ficção mais recente é o ambicioso e longo romance 4 3 2 1, lançado em 2017 (publicado em Portugal em janeiro de 2017 pela Asa e no Brasil em 2018 pela Companhia das Letras) e finalista do Man Booker Prize, no qual quatro versões do mesmo personagem, Ferguson, vivem vidas diferentes de acordo com circunstâncias pontuais de sua existência da infância até o fim da juventude.
Após 4 3 2 1, Auster dedicou-se à não-ficção, publicando em 2021 a biografia de Stephen Crane sob o título Um Homem em Chamas (publicada simultaneamente nos Estados Unidos e em Portugal) e em 2023 o ensaio sobre a violência armada no Estados Unidos e os massacres em locais públicos e é ilustrado por imagens a preto e branco do fotógrafo Spencer Ostrander.
Em abril de 2022, morre de overdose o seu filho mais velho, Daniel. Daniel era fruto do primeiro casamento de Auster com a escritora Lydia Davis. 
A 11 de março de 2023, num post da rede social Instagram, Siri Hustvedt anuncia que Auster padece de cancro, diagnosticado em dezembro de 2022. 
Ele morreu em 30 de abril de 2024, aos 77 anos.

## Obras publicadas

### Ficção
- Squeeze Play (1982) (romance policial, sob o pseudónimo de Paul Benjamin)
- A Trilogia de Nova York (1987)
  - Cidade de Vidro (1985)
  - Fantasmas (1986)
  - O Quarto Fechado à Chave (Brasil) // O Quarto Fechado (Portugal) (1986)
- No País das Últimas Coisas (1987)
- Palácio da Lua (1989)
- A Música do Acaso (1990)
- Leviatã (Brasil) // Leviathan (Portugal) (1992)
- História de Natal de Auggie Wren (1992)
- Mr. Vertigo (1994)
- Timbuktu (1999)
- O Livro das Ilusões (2002)
- A História da Minha Máquina de Escrever (2002)
- A Noite do Oráculo (2004)
- Brasil: Desvarios no Brooklyn / Portugal: As loucuras de Brooklyn (2005)
- Viagens ao Scriptorium (Brasil) // Viagens no Scriptorium (Portugal) (2007) (Reino Unido e Dinamarca, 2006; Estados Unidos 2007)
- Brasil: Homem no escuro / Portugal: Homem na Escuridão (2008)
- Invisível (2009)
- Sunset Park (2010)
- 4 3 2 1 (2017)[8]
- Baumgartner (2023)[9]

### Não ficção
- Invenção da Solidão (1982)
- A Arte da Fome (1992)
- O Caderno Vermelho (1995)
- Experiências com a Verdade (1995)
- Da Mão para a Boca (1997)
- Diário de Inverno (Portugal) (2012)[10]
- Relatório do Interior (2013)[11][12]
- Um Homem em Chamas (2021)
- Bloodbath Nation (2023)

### Coordenações editoriais
- The Random House Book of Twentieth-Century French Poetry (1982) (para mais informações sobre alguns dos poetas incluídos na colectânea, consultar: French Poetry since 1950: Tendencies III por Jean-Michel Maulpoix)
- Pensei que o meu pai era Deus (2001) - colectânea de histórias reais de ouvintes do National Story Project da National Public Radio norte-americana
- Works of Samuel Beckett the Grove Centenary Editions (2006) - coordenação da publicação das obras completas de Samuel Beckett em 4 volumes, por ocasião da celebração do centenário do seu nascimento, pela editora Grove/Atlantic, Inc.:
  - Volume I (Romances I), com prefácio de Colm Tóibín;
  - Volume II (Romances II), com prefácio de Salman Rushdie;
  - Volume III (Peças de Teatro/Dramaturgia), com prefácio de Edward Albee;
  - Volume IV (Poemas, prosa curta de ficção, recensões), com prefácio de J.M. Coeztee;

### Argumentos para cinema (guiões/roteiros)
- Cortina de Fumaça (Smoke, 1995)
- Fumo Azul (Blue in the Face, 1995)
- Lulu on the Bridge (1998)
- O Preço da Fantasia (The Center of the World, 2001) - (em co-autoria com Siri Hustvedt e Miranda July)
- A Vida Interior de Martin Frost (The Inner Life of Martin Frost , 2006)

## Reconhecimentos, galardões e prémios literários
- 1989 Prix France Culture de Littérature Étrangère por "A Trilogia de Nova York"
- 1990 Morton Dauwen Zabel Award da American  Academy and Institute of Arts and Letters
- 1991 Finalista do PEN/Faulkner Award for fiction com o romance A Música do Acaso[13]
- 1992 Chevalier dans l'ordre des Arts et des Lettres (Ordem das Artes e das Letras da República Francesa)
- 1993 Prix Médicis - Melhor Romance Estrangeiro por Leviathan
- 1996 Bodil Awards - Melhor Filme Americano: Smoke
- 1996 Independent Spirit Award - Melhor Argumento: Smoke
- 1996 John William Corrington Award for Literary Excellence
- 1998 Officier dans l'ordre des Arts et des Lettres (Ordem das Artes e das Letras da República Francesa)
- 2000 Prémio Literário Arzobispo Juan de San Clemente de Santiago de Compostela pelo romance Timbuktu
- 2003 A Trilogia de Nova Iorque é eleita pelo The Guardian/The Observer como uma das 100 melhores obras de ficção de todos os tempos[14]
- 2004 Prémio Qué Leer de los lectores pelo romance A Noite do Oráculo
- 2006 Prémio Qué Leer de los lectores pelo romance As Loucuras de Brooklyn
- 2006 Em Brooklyn, foi declarado pelo presidente desse Distrito de Nova Iorque o dia 27 de Fevereiro como o 'Paul Auster Day'
- 2006 Prémio Príncipe das Astúrias Letras (vencedores anteriores Günter Grass, Arthur Miller ou Mario Vargas Llosa; vencedores posteriores Amos Oz em 2007 e Margaret Atwood em 2008)
- 2006 Eleito como membro regular da The American Academy of Arts and Letters
- 2007 Commandeur dans l'ordre des Arts et des Lettres (Ordem das Artes e das Letras da República Francesa)
- 2007 Doutor 'Honoris Causa' pela Universidade de Liège
- 2009 Medalha da Cidade de Lyon (França) concedida a 12 de Janeiro, pelo Sénateur-Maire de Lyon, Georges Képénékian
- 2009 Premio Leteo (Espanha)
- 2010 Medalha da Cidade de Paris, concedida a 10 de Junho, pelo Maire (Presidente da Câmara) de Paris, Bertrand Delanoë
- 2012 NYC Literary Honor for Fiction pelas mãos do Mayor de Nova Iorque Michael Bloomberg - 1.ª edição do prémio[15]
- 2017 Finalista do Man Booker Prize for Fiction com o romance 4 3 2 1[16]